# 218087 Kaniansky
218087 Kaniansky este o planetă minoră (asteroid) din centura de asteroizi. A fost descoperită pe 8 aprilie 2002 la Observatorul Palomar de Near Earth Asteroid Tracking. 
Obiectul prezintă o orbită caracterizată de o semiaxă mare de 3,1916558169637 UAi, o excentricitate de 0,18776624629394, o înclinație de 5,8274588336568 ° în raport cu ecliptica.